# Katastrofa lotu Iran Aseman Airlines 746
Katastrofa lotu Iran Aseman Airlines 746 wydarzyła się 12 października 1994 roku w okolicach miasta Natanz w Iranie. W katastrofie samolotu Fokker F28-1000, należącego do linii Iran Aseman Airlines zginęło 66 osób (59 pasażerów i 7 członków załogi) – wszyscy na pokładzie.

## Wypadek
Feralnego wieczoru, Fokker F28-1000 (nr. rej. EP-PAV) odbywał lot z Isfahanu do stolicy Iranu – Teheranu. Samolot wystartował około godziny 22:30. 35 minut po starcie, awarii uległy oba silniki Fokkera. Samolot zaczął gwałtownie spadać, a piloci utracili kontrolę nad maszyną. 47 sekund później samolot rozbił się na wzgórzu, nieopodal miasta Natanz. Spośród 66 osób na pokładzie – nikt nie przeżył katastrofy.

## Przyczyna
Śledztwo wykazało, że przyczyną katastrofy była awaria silników, którą wywołało zanieczyszczone paliwo, które zatankowano na lotnisku w Isfahanie.